# Lưu Nhữ Minh
Lưu Nhữ Minh (刘汝明, 1895–1975) là một vị tướng Trung Hoa trong thời kỳ quân phiệt, Chiến tranh Trung-Nhật lần thứ 2 và Nội chiến Trung Hoa.

## Tiểu sử
Sinh tại tỉnh Hà Bắc, ông trở thành một sĩ quan quân đội quan trọng trong quân Tây Bắc của Phùng Ngọc Tường. Sau Đại chiến Trung Nguyên 1930, ông nhận nhiệm vụ Phó tư lệnh Binh đoàn 29. Ông trở thành Chủ tịch tỉnh Sát Cáp Nhĩ từ tháng 6 năm 1936 tới tháng 10 năm 1938.
Tháng 7 năm 1937, ông chỉ huy Sư đoàn 143, vào thời điểm Chiến tranh Trung-Nhật lần thứ 2 bùng nổ toàn diện. Sau đó trong Chiến dịch Sát Cáp Nhĩ, ông chỉ huy phòng thủ thủ phủ Kalgan cùng một bộ phận của Binh đoàn 7 với chức Phó tư lệnh Binh đoàn 7. Sau ông tiếp tục chỉ huy Quân đoàn 68 trong giai đoạn sau của Chiến dịch Đường sắt Bắc Bình – Hán Khẩu, cũng như trong nhiều trận đánh quan trọng trong chiến tranh: Trận Từ Châu, Trận Vũ Hán, Trận Tùy Huyện-Tảo Dương, Trận Tảo Dương-Nghi Xương, Trận Dự Nam.
Trong Chiến dịch Ichigo, vào thời điểm Trận Dự Tây-Ngạc Bắc năm 1945, ông là Tư lệnh Tập đoàn quân 2 phòng thủ Dự Nam.
Trong Nội chiến Trung Hoa năm 1948, ông chỉ huy Binh đoàn 8 trong Chiến dịch Hoài Hải. Binh đoàn của ông thất bại khi giải cứu những đơn vị bị bao vây trên chiến trường.
Năm 1949, ông chạy sang Đài Loan cùng Chính phủ Quốc dân. Năm 1952, ông giải chức, và năm 1974 mất ở Đài Bắc.